# Ramelsbach
Ramelsbach ist ein Gemeindeteil der Gemeinde Vierkirchen im oberbayerischen Landkreis Dachau. 

## Lage
Das Dorf liegt etwa 500 m nördlich von Vierkirchen (Oberbayern) am gleichnamigen Ramelsbach, einem Zufluss der Glonn.

## Geschichte
Ramelsbach wird im 9. Jahrhundert erstmals als „Hrammespah“ erwähnt. Dies und auch die spätere Bezeichnung „Rammespah“ aus dem 10. Jahrhundert bedeuten Rabenbach.
Das Freisinger Domkapitel und das Kloster Indersdorf waren Besitzer von Ramelsbach.
1665 kaufte die Hofmark Hohenkammer vom Kloster Indersdorf einen Hof, den Lamplhof, so dass nur noch der Siglhof im Eigentum des Klosters blieb. Bis 1802 gehörte Ramelsbach zum Landgericht Kranzberg. 1823 lebten hier zwei bäuerliche Familien mit 21 Menschen.
Bis 1971 wurde Ramelsbach mit zwei m geschrieben. Vermutlich änderte ein Gemeindesekretär aus Gründen einer Doppeldeutigkeit und ließ das zweite m weg.
In der Bayerischen Denkmalliste sind keine Objekte eingetragen.